# Vera Miles
Vera June Ralston (Boise City, Oklahoma, 23 de agosto de 1929), conocida artísticamente como Vera Miles, es una actriz de cine estadounidense. Destacó en el Hollywood de los años 50 y 60, en los que trabajó a las órdenes de destacados directores como Alfred Hitchcock en The Wrong Man (1956) y Psicosis (1960), o John Ford en The Man Who Shot Liberty Valance (1962).

## Biografía y carrera

### Primeros años
Vera Miles creció en Pratt y en Wichita, en el estado de Kansas, donde de adolescente trabajó como operadora mecanógrafa, en la Western Union. Se graduó en la North High School de Wichita y tras participar en un certamen se proclamó Miss Kansas en 1948.

### Inicios
Su éxito como reina de belleza la llevó a trasladarse a Los Ángeles en 1950, donde pronto comenzó a desempeñar pequeños papeles en cine y televisión, entre las que se encontraba una participación menor en el musical Dos billetes para Broadway (Two Tickets to Broadway) (1951), que estaba protagonizado por Janet Leigh, con quien Miles protagonizaría nueve años más tarde la película Psicosis de Alfred Hitchcock. Atrajo la atención de varias productoras, con las que trabajó como modelo publicitaria, como era habitual en esa época para la mayoría de las aspirantes a estrellas en Hollywood. Con la productora Warner Bros participó en películas como The Charge At Feather River. En 1954, contrajo matrimonio con el actor Gordon Scott, que encarnó algunas películas de Tarzán, del que se divorció en 1959.
El año 1955, marcó un momento importante en su carrera, cuando el director John Ford la eligió para interpretar el papel de novia de Jeffrey Hunter en la legendaria película The Searchers ("Centauros del desierto"), que estaba protagonizada por John Wayne, Natalie Wood, Ward Bond y Dorothy Jordan. También intervino en otras películas ese año como Autumn Leaves, con  Joan Crawford y Cliff Robertson, y A 23 pasos de Baker Street con  Van Johnson,

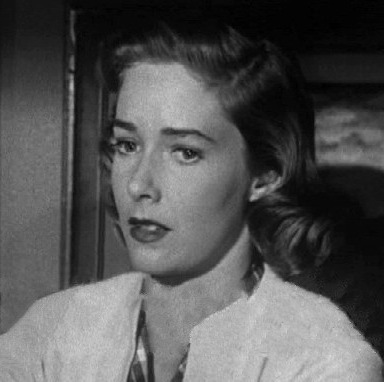
Parte de un fotograma del reclamo de la película de 1956 The Wrong Man, de Alfred Hitchcock.

### Contrato con Alfred Hitchcock
En  1955, Hitchcock  vio a Vera en un episodio de televisión de The Pepsi-Cola Playhouse y le dejó muy impresionado. Un tiempo después, ya en 1956, la actriz fetiche del británico, Grace Kelly, abandonaba el cine y contraía matrimonio con Rainiero de Mónaco. Con la intención de reemplazar el lugar dejado por Grace, Hitchcock firmó un contrato de cinco años y tres películas con Vera, que fue publicitada como la sucesora potencial de Grace. Hitchcock que demandaba un control total de la apariencia de la actriz, incluso en el ámbito privado, emprendió una reinvención del aspecto y el vestuario de su nueva estrella con la ayuda de la diseñadora de vestuarios y ganadora del Oscar Edith Head. Ese mismo año, Hitchcock estrenó su serie de televisión Alfred Hitchcock presenta y Vera fue la protagonista del primer capítulo, titulado Revenge (Venganza), en la que interpretaba el papel de la nueva novia emocionalmente preocupada de Ralph Meeker.
Hitchcock la dirigió en la pantalla grande como la esposa cercada de Henry Fonda, que interpretaba a un músico de Nueva York falsamente acusado de un crimen, en Falso culpable (1956). El crítico del New York Times, Bosley Crowther, al escribir sobre la actuación de Miles y Fonda, destacó su interpretación manifestando que era capaz de transmitir la sensación de miedo que se desprendía de la situación en la que se habían visto envueltos los protagonistas. Hitchcock apreciaba no solo la belleza rubia de Miles y su inteligente apariencia, sino también su talento para interpretar. 
En un artículo de 1956, en Look magazine, Miles dijo que Hitchcock nunca la había felicitado ni le había dicho por qué la había contratado. Hitchcock comentaba en el mismo artículo que Miles era una mujer sexy, inteligente y atractiva pero de rodillas para arriba.
El director pensó que Vera fuera la protagonista de Vértigo y para ello encargó el diseño de vestuario y se realizaron pruebas de maquillaje y peinados especialmente para ella. Sin embargo, Miles quedó embarazada y abandonó la producción cuando todo estaba preparado para iniciar el rodaje. El director inglés contrató a Kim Novak como sustituta, con la que nunca llegó a conectar plenamente. El proyecto que había sido diseñado como escaparate para Vera fue una película considerada por muchos como una de las obras maestras del director. Miles recordaba que Hitchcock se quedó abrumado cuando le dijo que no podría ser la protagonista de su thriller. 
Cuando años más tarde François Truffaut preguntó al director sobre Miles, éste, en el libro Hitchcock/Truffaut, explicaba su decepción profesional de esta manera: “se presentó embarazada momentos antes de la obra que iba a convertirla en una estrella. Después de esto, perdí el interés. No podría conseguir el ritmo con ella de nuevo.” Más adelante, Miles  reflexionaba sobre Hitchcock de la siguiente forma: “a lo largo de los años él siempre ha tenido un tipo de mujer en sus películas como Ingrid Bergman, Kelly y así sucesivamente. Antes fue Madeleine Carroll. No soy su tipo y nunca lo he sido. Intenté agradarle pero no podía. Todas ellas son mujeres atractivas y sexy, pero lo mío es completamente diferente.”
Coprotagonizó con Susan Hayward y John Gavin el melodrama sobre adulterio, "Back street", dirigida por David Miller, basada en la novela de Fannie Hurst de 1931. Un año más tarde, Hitchcock la eligió para interpretar a Lila, la hermana de Janet Leigh en Psicosis (1960) en cuyo papel descubre la verdad sobre Norman Bates y su madre. A pesar de su papel secundario, la buena actuación de Miles produjo una impresión fuerte y duradera.
Siguió con un papel en otro clásico de Ford, El hombre que mató a Liberty Valance (1962), en la que actuaba junto a John Wayne y James Stewart (que compiten por su amor). Obtuvo el premio de "La Herencia del Western" (Western Heritage Awards), que compartió con el director Ford, el guionista James Warner Bellah y sus compañeros de reparto, incluyendo Lee Marvin y Edmond O'Brien. Volvería a participar en una película con John Wayne en Hellfighters en 1968.

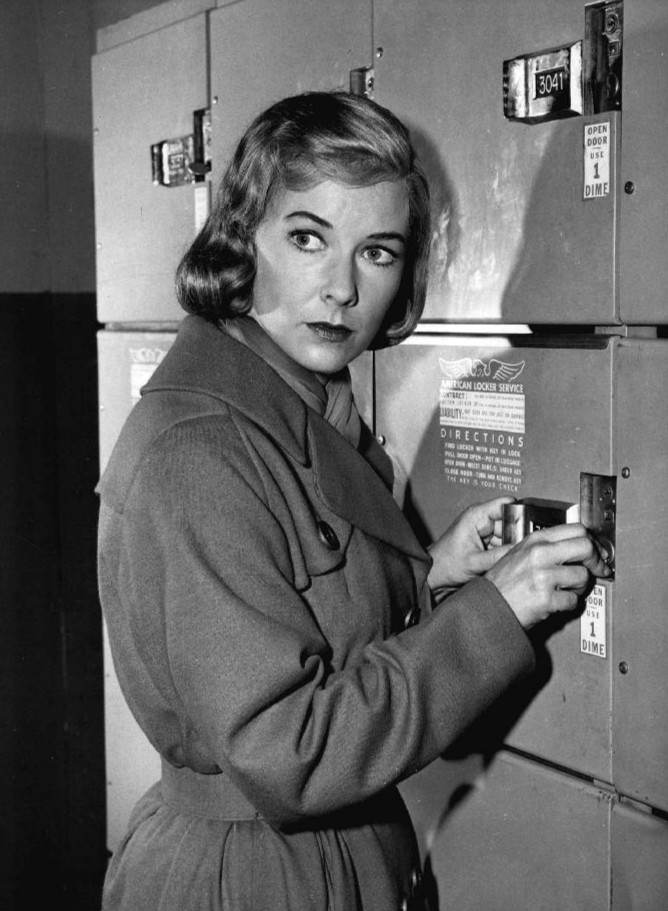
Vera Miles en el programa de televisión The Twilight Zone, en 1960.

### Disney y televisión
La carrera de Miles tomó un giro cuando empezó a rodar con los Estudios Disney, en A Tiger Walks (1964),Those Calloways (1965), y Follow Me, Boys! (1966). Continuó haciendo papeles para Disney hasta los años setenta y también grandes series de televisión durante años, hasta que en 1983 repitió su famoso papel en Psicosis II, con su papel vociferante, protestando contra la libertad condicional propuesta para Norman Bates (interpretado como en el original por Anthony Perkins). En los años siguientes, lamentaba que Psicosis se hubiera convertido en la película con la que se asociaba el nombre de Hitchcock, considerando que había dirigido otras películas mejores.

## Filmografía
| Año  | Título                           | PapelRole            | Comentarios                                  |
| ---- | -------------------------------- | -------------------- | -------------------------------------------- |
| 1950 | When Willie Comes Marching Home  | Sergeant's date      | Sin acreditar                                |
| 1951 | Two Tickets to Broadway          | Showgirl             | Sin acreditar                                |
| 1952 | For Men Only                     | Kathy                |                                              |
| 1952 | The Rose Bowl Story              | Denny Burke          |                                              |
| 1953 | The Beast from 20,000 Fathoms    | Trailer Commentator  | Sin acreditar                                |
| 1953 | The Charge at Feather River      | Jennie McKeever      |                                              |
| 1953 | So Big                           | Schoolgirl           | Sin acreditar                                |
| 1954 | Pride of the Blue Grass          | Linda                | Título alternativo: Prince of the Blue Grass |
| 1955 | Tarzan's Hidden Jungle           | Jill Hardy           |                                              |
| 1955 | Wichita                          | Laurie McCoy         |                                              |
| 1956 | The Searchers                    | Laurie Jorgensen     |                                              |
| 1956 | 23 Paces to Baker Street         | Jean Lennox          |                                              |
| 1956 | Autumn Leaves                    | Virginia Hanson      |                                              |
| 1956 | The Wrong Man                    | Rose Balestrero      |                                              |
| 1957 | Beau James                       | Betty Compton        |                                              |
| 1959 | Web of Evidence                  | Lena Anderson        | Título alternativo: Beyond This Place        |
| 1959 | The FBI Story                    | Lucy Ann Hardesty    |                                              |
| 1959 | A Touch of Larceny               | Virginia Killain     |                                              |
| 1960 | Five Branded Women               | Daniza               |                                              |
| 1960 | Psicosis                         | Lila Crane           |                                              |
| 1961 | The Lawbreakers                  | Angela Walsh         |                                              |
| 1961 | Back Street                      | Liz Saxon            |                                              |
| 1962 | The Man Who Shot Liberty Valance | Hallie Stoddard      |                                              |
| 1964 | A Tiger Walks                    | Dorothy Williams     |                                              |
| 1965 | Those Calloways                  | Liddy Calloway       |                                              |
| 1966 | One of Our Spies Is Missing      | Madame Raine De Sala |                                              |
| 1966 | Follow Me, Boys!                 | Vida Downey          |                                              |
| 1967 | The Spirit Is Willing            | Kate Powell          |                                              |
| 1967 | Gentle Giant                     | Ellen Wedloe         |                                              |
| 1968 | Sergeant Ryker                   | Ann Ryker            |                                              |
| 1968 | Kona Coast                       | Melissa Hyde         |                                              |
| 1968 | Mission Batangas                 | Joan Barnes          |                                              |
| 1968 | Hellfighters                     | Madelyn Buckman      |                                              |
| 1969 | It Takes All Kinds               | Laura Ring           |                                              |
| 1970 | The Wild Country                 | Kate Tanner          |                                              |
| 1972 | Baffled!                         | Andrea Glenn         | Película para televisión                     |
| 1972 | Molly and Lawless John           | Molly Parker         |                                              |
| 1973 | One Little Indian                | Doris McIver         |                                              |
| 1973 | Adorable pero Letal              | Viveca Scott         | Colombo,TV.                                  |
| 1974 | The Castaway Cowboy              | Henrietta MacAvoy    |                                              |
| 1977 | Run for the Roses                | Clarissa Stewart     | Título alternativo: The Thoroughbreds        |
| 1982 | Brainwaves                       | Marian Koonan        |                                              |
| 1983 | Psicosis II                      | Lila Loomis          |                                              |
| 1984 | The Initiation                   | Frances Fairchild    |                                              |
| 1985 | Into the Night                   | Joan Caper           |                                              |
| 1995 | Separate Lives                   | Dr. Ruth Goldin      | (final film role)                            |